# Nina (rapper)
Annina Lie-Atjam, artiestennaam Nina (Amsterdam, 1981), is een Nederlands rapper. Ze is de eerste vrouwelijke rapper die tekende bij Top Notch. Ze was in 2005 in Malawi voor een televisieprogramma van Ali B en ook te zien in diens Ali B op volle toeren (2011).

## Biografie
Lie-Atjam werd geboren en getogen in Amsterdam-Zuidoost en groeide op met hiphop. Ze rapte aanvankelijk in het Engels en stapte over naar het Nederlands onder invloed van de producer Aswin Dannarag (QF). In 2005 bracht ze voor het eerst werk uit, op een mixtape via de sneakerwinkel Patta. Op deze mixtape staan ook andere bekende namen zoals Raymtzer en Brainpower. Deze opname wekte de interesse van Ali B die haar uitnodigde met hem mee te gaan naar Malawi voor zijn zevendelige televisieserie Rap around the world op MTV. Andere rappers die aan de serie meededen waren bijvoorbeeld Brainpower, Tim Beumers, Yes-R en The Opposites. Haar uitzending richtte zich vooral op het werk van Plan Nederland voor aidswezen aldaar.
In 2005 bracht ze ook nog een gezamenlijke mixtape met rapper Kimo uit, getiteld De nationale overname. Beide studeerden in die tijd entertainmentmanagement in Haarlem. In 2006 tekende ze als eerste vrouwelijke rapper bij het hiphoplabel Top Notch. Ook is ze dat jaar een van de rappers in de filmmusical Bolletjes blues.
Haar debuutalbum stond gepland in de zomer van dat jaar. Haar producer QF verloor echter een deel van de opnames toen er bij hem werd ingebroken. Haar debuutalbum verscheen uiteindelijk in januari 2007 onder de titel De lastigste (straattaal voor De beste). In dezelfde maand trad ze op tijdens Noorderslag en later dat jaar tijdens Joop van den Endes 65e verjaardagsfeest, als enige hiphopper van Top Notch. Later dat jaar verschenen videoclips van haar nummers Nieuwe patta's en Straattaal en verder werkte ze mee als gastartiest op het nummer Nieuwe lichting van Extince.
QF produceerde ook haar single Focus op me dough (2010) en in 2011 was ze een van de deelnemers van Ali B op volle toeren. Tijdens de eerste uitzending van het tweede seizoen waren zij en de protestzanger Armand een koppel. Dit leidde tot een versie van Ben ik te min van Nina met Ali B en Brownie Dutch en een versie van Straattaal door Armand.

## Trivia
Ze heeft een passie voor sneakers, waarvan zij er in 2014 rond honderd bezit; haar dochtertje van een jaar oud had er toen dertig.

## Albums
- 2005: De nationale overname, mixtape met Kimo
- 2005: Nina, mixtape
- 2007: De lastigste, Top Notch